# Mury obronne w Słupcy
Mury miejskie w Słupcy – ciąg murów miejskich wraz z budowlami o charakterze obronnym (m.in. bramami i basztami), otaczający niegdyś obszar Słupcy (obecnie stara część miasta), a którego niewielkie odcinki zachowały się do dziś. Wpisane do rejestru zabytków (nr rej.: 405/147 z 7.04.1988).

## Historia

### Powstanie
Początek prac związanych z budową fortyfikacji miejskich rozpoczął się w latach 1375-1382. Z ich prawdopodobnym wyglądem możemy zapoznać się dzięki rycinie z 1705 r., która została odnaleziona w kościele św. Wawrzyńca w Słupcy. Niestety oryginał zaginął w niewyjaśnionych okolicznościach.
Fundamenty murów zbudowane były z kamieni połączonych ze sobą zaprawą wapienną, natomiast przy konstrukcji ścian została wykorzystana cegła. Ich długość wynosiła około 1100 m. Słupeckie mury obronne zwieńczone były blankami, czyli tzw. zębami pomiędzy którymi znajdowała się wolna przestrzeń ułatwiająca obronę miasta podczas oblężenia. Wartość obronną fortyfikacji zwiększało również zastosowanie baszt oraz fosy. Miasto można było opuścić czterema bramami.
Już w XV w. intensywny rozwój miasta spowodował rozrastanie się zabudowań poza mury obronne.
W XVIII w. fortyfikacje wymagały wiele napraw. W 1731 r. dokonano remontu bramy Pyzderskiej, lecz już w 1766 r. konieczna była rozbiórka wieży przy bramie.

## Obiekty wzdłuż murów

### Bramy

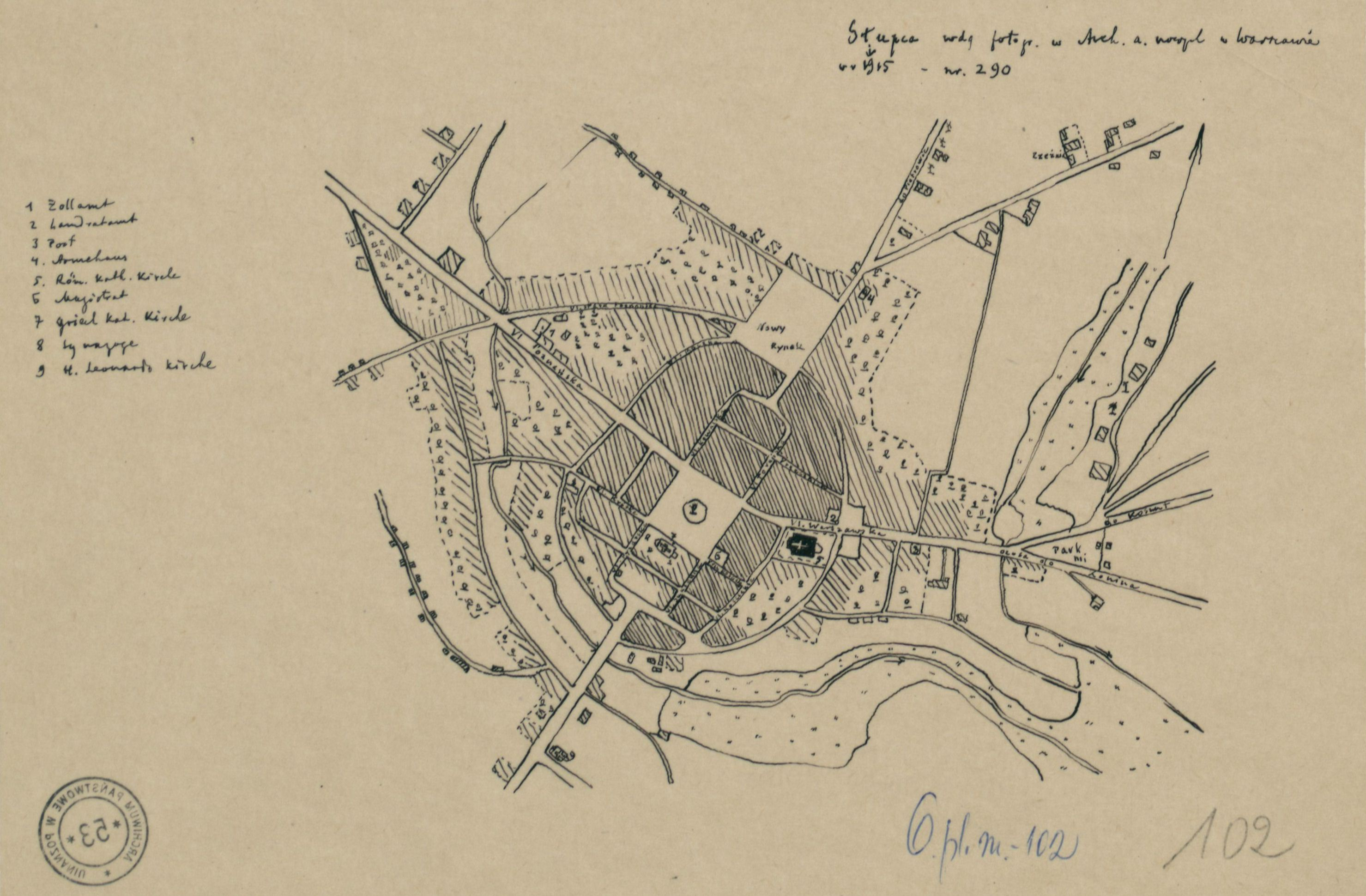
Odrys planu miasta według A. Muncha, pochodzący z 1945 r. (miejsce przechowywania: Archiwum Państwowe w Poznaniu) - na planie widać charakterystyczny układ starej części miasta, która była otoczona murami, a także główne drogi (miejsce dawnych bram)

- Pyzderska (południowa)
- Poznańska (zachodnia)
- Konińska (wschodnia)
- Toruńska (północna)

## Likwidacja
Słupeckie mury obronne zostały rozebrane na przełomie XVIII i XIX w. Do dziś jednak można jeszcze oglądać ich fragmenty na terenie miasta (ul. Kościuszki).